# سیگوارد سیورتسن
سیگوارد سیورتسن (انگلیسی: Sigvard Sivertsen; ۲۷ فوریهٔ ۱۸۸۱ – ۲۷ دسامبر ۱۹۶۳) ژیمناست هنری اهل نروژ بود.